# Метод Стёрмера — Верле
Метод Стёрмера — Верле́ — численный метод решения задачи Коши для дифференциальных уравнений.
Часто используется для нахождения траектории материальной точки, движущейся по закону {\displaystyle {\ddot {\vec {x}}}={\vec {a}}({\vec {x}},t)}: для вычисления траекторий частиц в моделях молекулярной динамики и в компьютерных играх. Метод Верле более устойчив, чем более простой метод Эйлера, и имеет при этом другие качества, необходимые для моделирования физических процессов в реальном времени.

## История и названия
Был использован Исааком Ньютоном в первой книге «Начал» для доказательства второго закона Кеплера.
Назван в честь французского физика Лу Верле, который использовал метод для моделирования динамики молекул, и норвежского астрофизика Карла Стёрмера. 
Метод (и эквивалентные ему) называется по-разному в зависимости от области применения: 
- метод Стёрмера, метод Энке — в астрономии;
- метод Верле — в молекулярной динамике;
- метод лягушки (англ. leapfrog)— в области уравнений в частных производных.

## Основной алгоритм
Алгоритм Верле используется для вычисления следующего местоположения точки по текущему и прошлому, без использования скорости. Формула получается следующим образом. Записывается разложение в ряд Тейлора вектора {\displaystyle {\vec {x}}(t)} местоположения точки в моменты времени {\displaystyle (t+\Delta t)} и {\displaystyle (t-\Delta t)}:
{\displaystyle {\vec {x}}(t+\Delta t)={\vec {x}}(t)+{\vec {v}}(t)\Delta t+{\frac {{\vec {a}}(t)\Delta t^{2}}{2}}+{\frac {{\vec {b}}(t)\Delta t^{3}}{6}}+O(\Delta t^{4}),}
{\displaystyle {\vec {x}}(t-\Delta t)={\vec {x}}(t)-{\vec {v}}(t)\Delta t+{\frac {{\vec {a}}(t)\Delta t^{2}}{2}}-{\frac {{\vec {b}}(t)\Delta t^{3}}{6}}+O(\Delta t^{4}),}
где
{\displaystyle {\vec {x}}} — координаты точки,
{\displaystyle {\vec {v}}} — скорость,
{\displaystyle {\vec {a}}} — ускорение,
{\displaystyle {\vec {b}}} — рывок (производная ускорения по времени).
Сложив эти 2 уравнения и выразив {\displaystyle {\vec {x}}(t+\Delta t)}, получим
{\displaystyle {\vec {x}}(t+\Delta t)=2{\vec {x}}(t)-{\vec {x}}(t-\Delta t)+{\vec {a}}(t)\Delta t^{2}+O(\Delta t^{4}).}
Таким образом, значение радиус-вектора точки может быть вычислено без знания скорости.

## Особенности
Основная особенность алгоритма состоит в возможности накладывать на систему точек различные ограничения. Например, можно связать некоторые из них твёрдыми стержнями заданной длины. При этом алгоритм работает следующим образом:
1. Вычисляются новые положения тел (см. формулу выше).
2. Для каждой связи удовлетворяется соответствующее ограничение, то есть расстояние между точками делается таким, каким оно должно быть.
3. Шаг 2 повторяется несколько раз, тем самым все условия удовлетворяются (разрешается система условий).

Данный метод, несмотря на многократное повторение шага 2, очень эффективен.

## Свойства
Метод является характерным методом геометрического численного интегрирования и обладает следующими свойствами:
- принадлежит классу одношаговых общих линейных методов;
- имеет 2-й порядок точности;
- является симметричным (самосопряжённым) интегратором;
- является симплектическим интегратором;
- сохраняет фазовый объём для ряда систем;
- сохраняет линейные первые интегралы систем.

Может рассматриваться как:
- метод Нюстрёма 2-го порядка;
- композиция симплектического метода Эйлера с его сопряжённым;
- расщепляющий метод для систем вида {\displaystyle {\dot {\vec {q}}}=f({\vec {p}}),\ {\dot {\vec {p}}}=g({\vec {q}})};
- разделённый метод Рунге—Кутты для систем {\displaystyle {\dot {\vec {q}}}=f({\vec {q}},{\vec {p}}),\ {\dot {\vec {p}}}=g({\vec {q}},{\vec {p}})}, заданный таблицами Бутчера[англ.]{\displaystyle {\begin{array}{c|cc}0&0&0\\1&1/2&1/2\\\hline &1/2&1/2\\\end{array}}\qquad {\begin{array}{c|cc}1/2&1/2&0\\1/2&1/2&0\\\hline &1/2&1/2\\\end{array}}}

## Применение
Популярность у разработчиков компьютерных игр метод получил в 2000 году с выходом игры Hitman: Codename 47.